# Patrinia glabrifolia
Patrinia glabrifolia är en kaprifolväxtart som beskrevs av Yoshimatsu Yamamoto och Sasaki. Patrinia glabrifolia ingår i släktet Patrinia och familjen kaprifolväxter. Inga underarter finns listade i Catalogue of Life.